# Keltie Duggan
Keltie Mayken Duggan, nach Heirat Keltie Mayken Graboski, (* 7. September 1970 in Edmonton, Alberta) ist eine ehemalige kanadische Schwimmerin. Sie gewann bei den Olympischen Spielen 1988 eine Bronzemedaille, bei Panamerikanischen Spielen eine Gold- und eine Silbermedaille und bei Commonwealth Games eine Gold- und eine Bronzemedaille.

## Karriere
Bei den Panamerikanischen Spielen 1987 in Indianapolis siegte Duggan über 100 Meter Brust und erhielt die Silbermedaille mit der 4-mal-100-Meter-Lagenstaffel. Über 200 Meter Brust belegte sie den vierten Platz. 1988 bei den Olympischen Spielen in Seoul wurde Keltie Duggan Zehnte über 100 Meter Brust. Die kanadische Lagenstaffel mit Lori Melien, Keltie Duggan, Jane Kerr und Patricia Noall erreichte den Endlauf mit der fünftschnellsten Zeit. Im Finale schwammen Lori Melien, Allison Higson, Jane Kerr und Andrea Nugent fast vier Sekunden schneller als die kanadische Staffel im Vorlauf und gewannen die Bronzemedaille hinter den Staffeln aus der DDR und den USA. Duggan und Noall erhielten für ihren Vorlaufeinsatz ebenfalls eine Bronzemedaille.
1989 siegte Duggan über 100 Meter Brust bei den Pan Pacific Championships in Tokio. 1990 bei den Commonwealth Games in Auckland siegte Duggan über 100 Meter Brust. Die Lagenstaffel mit Lori Melien, Keltie Duggan, Nancy Sweetnam und Patricia Noall wurde Dritte hinter den Australierinnen und den Engländerinnen. Bei den Weltmeisterschaften 1991 in Perth wurde Duggan Fünfte über 100 Meter Brust. Die Lagenstaffel mit Nikki Dryden, Keltie Duggan, Sarah Evanetz und Andrea Nugent schlug als Sechste an. Bei den Pan Pacific Championships 1991 wurde Duggan Siebte über 100 Meter Brust.
Keltie Duggan schwamm vor ihrem Studium für den Edmonton Keyano Swim Club. Sie studierte bis zur Graduierung an der University of Alberta und schloss ein Medizinstudium an der University of Calgary an. Seit ihrem Abschluss im Jahr 2000 arbeitet sie als Ärztin.